# 伯爵令嬢 -ジュテーム、君を愛さずにはいられない-
『伯爵令嬢 -ジュテーム、君を愛さずにはいられない-』（はくしゃくれいじょう ジュテーム、きみをあいさずにはいられない）は、宝塚歌劇団雪組のミュージカル作品。形式名は「ル・ミュージカル・ア・ラ・ベル・エポック」。早霧せいな、咲妃みゆのトップお披露目公演。原作は細川智栄子あんど芙〜みんの『伯爵令嬢』。脚本・演出は生田大和。

## 公演期間と公演場所
- 2014年10月11日 - 10月31日 日生劇場

## 作品紹介
※宝塚歌劇団・公式を参照
19世紀末。エッフェル塔、パリ万国博覧会に代表されるベル・エポック華やかなりしフランスを舞台に、新聞王として世に勇名を馳せる公爵家の子息アラン、孤児院で育ち海難事故で記憶を失った少女コリンヌ、アランに復讐を企むフランソワ、かつてコリンヌと愛を誓い合った盲目のリシャール、狡猾な女スリのアンナなど、個性溢れる登場人物たちが織り成す愛の讃歌です。 

## 出演者一覧
※宝塚歌劇団・公式を参照
- 梨花ますみ
- 舞咲りん
- 早霧せいな
- 夢乃聖夏
- 鳳翔大
- 沙月愛奈
- 蓮城まこと
- 千風カレン
- 此花いの莉
- 透真かずき

- 央雅光希
- 透水さらさ
- 彩凪翔
- 真那春人
- 笙乃茅桜
- 舞園るり
- 煌羽レオ
- 杏野このみ
- 天月翼
- 和城るな

- 咲妃みゆ
- 橘幸
- 妃華ゆきの
- 蒼井美樹
- 沙羅アンナ
- 叶ゆうり
- 水月牧
- 真條まから
- 星南のぞみ
- 有沙瞳

- 夢乃花舞
- 叶海世奈
- 瀬南海はや
- 諏訪さき
- 野々花ひまり
- 桜良花嵐

専科
- 夏美よう
- 美穂圭子

## 主な配役
- アラン・ド・オルレアン - 早霧せいな[3]
若き新聞王として世に勇名を馳せる、公爵家の子息
- コリンヌ - 咲妃みゆ[3]
孤児院で育ち、海難事故で記憶を失った少女
- フランソワ - 夢乃聖夏[3]
アランに復讐を企む青年
- リシャール - 彩凪翔[3]
かつてコリンヌと愛を誓い合った盲目の若者

## 主なスタッフ
- 原作：細川智栄子あんど芙〜みん
- 脚本・演出：生田大和
- 作曲・編曲：太田健
- 編曲：岡田あゆみ
- 振付：羽山紀代美、御織ゆみ乃、桜木涼介
- 殺陣：栗原直樹
- 装置：二村周作
- 衣装：有村淳
- 照明：笠原俊幸
- 音響：大坪正仁
- 歌唱指導：山口正義
- 映像：奥秀太郎
- 制作：角田泰久
- 制作補：岡崎晃典